# Pieńsk
Pieńsk (in tedesco Penzig) è un comune urbano-rurale polacco del distretto di Zgorzelec, nel voivodato della Bassa Slesia.
Ricopre una superficie di 110,33 km² e nel 2007 contava 9 242 abitanti.

## Geografia fisica
È situata sulla riva orientale del fiume Neiße, che forma il confine tra Polonia e Germania. La popolazione nel 2004 ammontava a 5 925 persone.